# Lista de ordens e congregações religiosas católicas
As ordens e congregações religiosas católicas surgiram, em sua maioria, nos primeiros séculos da Era Cristã. São diversas organizações de homens e mulheres, leigos e clérigos consagrados e dedicados às mais diferentes atividades pastorais e religiosas. No Brasil, estão presentes 391 institutos religiosos e sociedades de vida apostólica — 304 de direito pontifício e 76 de direito diocesano — todos associados à Conferência dos Religiosos do Brasil.

## Siglas, nomes latinos e portugueses
É uso corrente na Igreja Católica apor a sigla da ordem ou congregação religiosa logo após o nome do religioso ou da religiosa. Estas letras são, em geral, as iniciais da designação latina da organização. 
A.A.
Pia Societas Presbyterorum ab Assumptione; Assumptionistae
Congregação dos Agostinianos da Assunção; Pia Sociedade dos Padres da Assunção; Assuncionistas
A.B.A.
Monachi Antoniani Benedictini Armeni; Ant
Monges Antonianos Beneditinos Armênios; Antonianos
A.C.J.
Ancillae Sacri Cordis Iesu
Servas do Sagrado Coração de Jesus
A.C.I.
Ancillae Cordis Iesu
Escravas do Sagrado Coração de Jesus
A.D.
Ancillae Domini; Pauperes Iesu Christi Ancillae; Dernbach
Servas do Senhor; Congregação das Servas Pobres de Jesus Cristo, de Dernbach
A.M.
Agostinianas Missionárias
A.M.J.
Ancilas do Menino Jesus
A.S.
Auxiliares do Sacerdócio
A.S.C.
Adoradoras do Sangue de Cristo
A.S.C.J.
Apóstolas do Sagrado Coração de Jesus
A.S.J.M.
Agostinianas Servas de Jesus e Maria
A.S.M.
Apostolorum Santa Mariae
Arautos da Misericórdia Divina: Comunidade dos Apóstolos de Santa Maria; Apóstolos de Santa Maria
B.
Clerici Regulares Sancti Pauli;
Clérigos Regulares de São Paulo; Barnabitas
B.A.
Ordo Basilianus Aleppensis Melkitarum
Basilianos Melquitas de Alepo; Ordem Basiliana Alepina
B.C.
Ordo Basilianus Sancti Iohannis Baptistae
Ordem Basiliana de São João Batista dos Melquitas; Ordem Basiliana Chouerita de São João Batista; Basilianos Choueritas
B.D.P.
Fraternidade Beneditina da Divina Providência; Monges Beneditinos da Divina Providência
B.M.M.D.
Monges e Monjas Beneditinos de Maria Mãe de Deus.
B.S.
Basiliani Melchitae Sanctissimi Salvatoris; Ordo Basilianus Sanctissimi Salvatoris Melkitarum; Arrouhbaniat Albassiliat Almoukhalissiat
Ordem Basiliana do Santíssimo Salvador dos Melquitas; Basilianos Salvatorianos; Basilianos Melquitas de São Salvador 
C.A.S.H.
Clerici Apostolici Sancti Hieronymi; Jesuatae
Clérigos Apostólicos de São Jerônimo; Jesuatas
C.B.
Christian Brothers; Fratres Scholarum Christianarum de Hibernia; FSCH
Irmãos das Escolas Cristãs da Irlanda
C.C.N.
Instituto Religioso Chemin Neuf; Instituto Religioso do Caminho Novo
C.C.V.
Carmelitas da Caridade de Vedruna
C.C.V.I.
Congregatio Caritatis Verbi Incarnati
Congregação da Caridade do Verbo Encarnado
C.D.C.
Congregatio Presbyterorum Saecularium a Doctrina Christiana; Doctrinarii
Congregação dos Padres Seculares da Doutrina Cristã; Doutrinários; Congregação da Doutrina Cristã
C.D.P.
Carmelitas da Divina Providência
C.F.A.
Congregatio Fratum Alexianorum; Cellitarum; FAl
Congregação dos Irmãos Aleixanos; Irmãos Celitas; Celitas
C.F.C.
Congregatio Fratrum a Caritate; Bigi
Congregação dos Irmãos da Caridade; Bigi
C.F.H.
Irmãos Cristãos da Imaculada Conceição da Santíssima Virgem e Mãe de Deus Maria; Irmãos de Huybergen; Irmãos de Huijbergen
C.F.M.I.
Congregatio Filiorum Mariae Immaculatae; Brescia Pavoniani
Congregação dos Filhos de Maria Imaculada; Pavonianos de Bréscia
C.F.P.
Congregatio Fratrum Pauperum Tertii Ordinis Sancti Francisci Seraphici (Aachen)
Congregação dos Irmãos dos Pobres de São Francisco Seráfico (de Aachen)
C.F.V.
Congregatio Fratrum a SVincentio a Paulo
Congregação dos Religiosos de São Vicente de Paulo; Congregação dos Irmãos de São Vicente de Paulo
C.F.X.
CongregatIo Fratrum a S. Francisco Xaverio
Congregação dos Irmãos de São Francisco Xavier
C.I.A.S.P.
Congregação das Angélicas de São Paulo
S.S.A.
Congregação das Irmãs de Santa Ana
C.F.S.
Congregatio Fraternitatis Sacerdotalis
Congregação da Fraternidade Sacerdotal
CIANSP
Auxiliares de Nossa Senhora da Piedade
C.I.C.M.
Congregatio Immaculati Cordis Mariae; Scheut; CIM; CSCM
Congregação do Imaculado Coração de Maria; Missionários de Scheut
C.I.I.C.
Congregação das Irmãzinhas da Imaculada Conceição
C.J.
Congregatio Josephitarum; Institutum Josephitarum Gerardimontensium
Instituto dos Josefinos; Josefinos da Bélgica
C.J.M
Congregatio Iesu et Mariae; Eudistatarum;
Congregação de Jesus e Maria; Eudistas
C.M.
Congregatio Missionis; Lazaristae; CMiss; CMV
Congregação da Missão; Lazaristas; Vicentinos
C.M.E.S
Carmelitas Mensageiras do Espírito Santo
C.M.F.
Congregatio Missionariorum Filiorum Immaculati Cordis Beatae Mariae Virginis; Cordis Mariae Filii;
Congregação dos Missionários Filhos do Imaculado Coração de Maria; Claretianos
C.M.I.
Congregatio Fratrum Carmelitarum B.V. Mariae Immaculatae
Congregação dos Carmelitas de Maria Imaculada
C.M.M.
Congregatio Missionariorum de Mariannhill
Congregação dos Missionários de Mariannhill
C.M.P.S.
 Comunidade Missionária Providência Santíssima (Jardinopólis, Brasil)
C.M.S.F.
Congregatio Missionaria Sancti Francisci Assisiensis (Mount Poinsur, India)
Congregação Missionária de São Francisco de Assis; Irmãos Missionários de São Francisco de Assis
C.O.
Confoederatio Oratorii Sancti Philippi Nerii
Congregação do Oratório de São Filipe Neri; Congregação do Oratório; Filipinos; Oratorianos; Confederação do Oratório de São Filipe Neri
C.O.S.J.
Congregatio Oblatorum Sancti Joseph (Asti)
Congregação dos Oblatos de São José de Asti
C.P.
Congregatio Passionis Iesu Christi; Congregatio Clericorum excalceatorum Sanctissimae Crucis et Passionis Domini Nostri Iesu Christi; Passionistae
Congregação da Santíssima Cruz e Paixão de Nosso Senhor Jesus Cristo; Passionistas; Clérigos Descalços da Santíssima Cruz e Paixão de Nosso Senhor Jesus Cristo; Congregação da Paixão de Jesus Cristo
C.P.O.
Congregatio Piorum Operariorum; Calasanctini; COP; CP Op.; SPO
Congregação dos Operários Pios; Calasantinos
C.P.P.S.
Congregatio Missionariorum Pretiosissimi Sanguinis
Congregação dos Missionários do Preciosíssimo Sangue
C.P.P.S.
Congregatio Presbyterorum a Pretiosissimo Sanguine; CMPS; PPS; MPPS
Congregação dos Missionários do Preciosíssimo Sangue; Missionários do Preciosíssimo Sangue
C.R.
Ordo Clericorum Regularium; Theatinorum
Ordem dos Clérigos Regulares; Clérigos Regulares de São Caetano de Thiene; Teatinos
C.R.
Congregatio a Resurrectione Domini Nostri Iesu Christi; Resurrectionistae
Congregação da Ressurreição de Nosso Senhor Jesus Cristo; Ressurrecionistas
C.R.L.
Congregatio Sanctissimi Salvatoris Cannonicorum Regularis Lateranensis
Cônegos Regulares Lateranenses; Ordem dos Cônegos Lateranenses
C.R.S.
Ordo Clericorum Regularium a Somascha
Ordem dos Clérigos Regulares de Somasca; Religiosos Somascos ou Somascos
C.R.S.A.
Ordo Canonicorum Regularium Sancti Augustini; Sacer et Apostolicus Ordo Canonicorum Regularium Sancti Augustini
Confederação dos Cônegos Regulares de Santo Agostinho; Ordem dos Cónegos Regrantes de Santo Agostinho
C.R.S.P.
Congregatio Clericorum Regularium Sancti Pauli Decollati; Barnabitae; Barnabitarum; Barn; CBarn; OBarn
Ordem dos Clérigos Regulares de São Paulo; Barnabitas
CS
Caritas Socialis; Irmãs da Caridade Social
C.S.
Congregatio Scalabriniana
Congregação dos Missionários de São Carlos Borromeu; Scalabrinianos
C.S.B.
Congregatio a Sancto Basilio
Congregação de São Basílio
C.S.C.
Congregatio S. Crucis
Congregação de Santa Cruz
C.S.J.
Congregatio Sancti Joseph
Congregação de São José; Josefinos de murialdo
C.S.S.
Congregatio Presbyterorum a Sanctissimis Stigmatibus; CSS
Congregação dos Sagrados Estigmas de Nosso Senhor Jesus Cristo; Estigmatinos
C.S.Sp.
Congregatio Sancti Spiritus sub tutela Immaculati Cordis Beatissimae Virginis Mariae
Congregação do Espírito Santo; Missionários do Espírito Santo; Espiritanos
C.Ss.R.
Congregatio Sanctissimi Redemptoris; Redemptoristae; CSsR.
Congregação do Santíssimo Redentor; Redentoristas
C.V.S.
Sodalitas Clericorum Parochialium; Congregatio Clericorum Parochialium; Catechistarum S. Viatoris
Sodalício dos Clérigos Paroquiais; Clérigos Paroquiais; Clérigos de São Viator; Catequistas de São Viator
D.C.
Congregatio Patrum Doctrinae Christianae
Congregação dos Padres da Doutrina Cristã; Doutrinários
E.P.
Evangelii Præcones
Arautos do Evangelho
Es.
Família da Esperança
Fazenda da Esperança
F.A.M.
Congregatio Filiorum Amoris Misericordis
Filhos do Amor Misericordioso
Filhos do Amor Misericordioso
F.D.C.
Congregatio Filiae Divinae Caritatis
Congregação das Filhas do Amor Divino; Filhas do Amor Divino
F.D.P.
Fratrum Opus Divinae Providentiae; Parvum Opus Divinae Providentiae
Congregação da Pequena Obra da Divina Providência; Filhos da Divina Providência; Pequena Obra da Providência Divina; Orionitas
F.B.M.V.
Filiæ Beatæ Virginis Mariæ
Filhas da Bem-aventurada Virgem Maria
F.B.O.S.J.
Fraternitas Benedictine Oblatorum Sancti Ioseph
Fraternidade Beneditina dos Oblatos de São José - Ordinariado Militar do Brasil
F.F.I.
Congregatio Fratrum Franciscanorum Immaculatae
Frades Franciscanos da Imaculada
F.M.A.
Figlie di Maria Ausiliatrice
Filhas de Maria Auxiliadora
F.M.B.A.V.S.B.
Família Monástica de Belém, da Assunção da Virgem e de São Bruno
F.M.M.A.
Fratrum Misericordiae Maria Auxiliatrice
Congregação dos Irmãos da Misericórdia de Maria Auxiliadora
F.M.M.D.P.
Congregação das Religiosas Franciscanas Missionárias da Mãe do Divino Pastor; Franciscanas Missionárias da Mãe do Divino Pastor
F.M.M.M.D.
Fraternidade Missionária Maria Mãe de Deus - Instituto Pobres servos de Maria por Amor (ramos feminino e masculino)
F.M.I
Congregação dos Filhos de Maria Imaculada (Pavonianos)
F.M.S.
Institutum Fratrum Maristarum a Scholis; Institutum Parvulorum Fratrum Mariae (PFM); Fratrum Maristarum Scholarum 
Instituto dos Irmãos Maristas das Escolas; Irmãos Maristas; Irmãozinhos de Maria; Instituto dos Pequenos Irmãos de Maria; Maristas
F.M.V.D.
Fraternidad Misionera Verbum Dei
Fraternidade Missionária Verbum Dei
F.N.D.L.
Congregação dos Irmãos de Nossa Senhora de Lourdes
F.N.S.V.
Congregação das Irmãs Franciscanas de Nossa Senhora das Vitórias; Irmãs Vitorianas
F.S.A.
Filhos de Sant'Ana
F.S.C.
Fratrum Scholarum Christianarum
Irmãos das Escolas Cristãs; Irmãos Lassalistas; Irmãos de La Salle
F.S.C.J
Figlie del Sacro Cuore di Gesù
Congregação das Irmãs Filhas do Sagrado Coração de Jesus
F.S.E.
Franciscan Sisters of the Eucharist
Irmãs Franciscanas da Eucaristia
F.S.C.J.
Congregação das Irmãs Franciscanas do Sagrado Coração de Jesus; Franciscanas do Sagrado Coração de Jesus
F.S.G.M.
Irmãs Franciscanas do Mártir São Jorge
F.S.M.
Fraternidade São Mauro
F.S.M.P.
Filhas de Santa Maria da Providência; Irmãs Guanellianas
F.S.P.
Pia Sociedade das Filhas de São Paulo; Paulinas
I.B.D.P.
Congregação das Irmãs Beneditinas da Divina Providência
I.F.E.
Instituto dos Frades de Emaús ; Emautanos; Família Emautana
I.M.
INSTITUTI SORORUM V.D. LE MARCELLINE; Suore di Santa Marcellina; Instituto Internacional das Irmãs de Santa Marcelina; Irmãs Marcelinas; Marcelinas;
I.M.C.
Institutum Missionum a Consolata (Turim)
Instituto da Consolata para Missões Estrangeiras; Instituto das Missões da Consolata de Turim; Padres da Consolata
I.M.S.S
Instituto Mãe do Santíssimo Sacramento
IR.S.C.
Instituto dos Irmãos do Sagrado Coração (Lyon - França)
I.S.B.
Instituto das Irmãs Sacramentinas de Bérgamo
I.V.E
Instituto do Verbo Encarnado
L.C.
Legionários de Cristo
Missionários do Sagrado Coração e da Virgem das Dores
M.A.D.
Congregação das Irmãs Mensageiras do Amor Divino
M.S.S.P.S.
Missionárias Servas do Espírito Santo; Congregação das Missionárias Servas do Espírito Santo
M.C.
Congregação Diocesana de Calcutá
Missionárias da Caridade
M.C.C.J.
Missionarii Comboniani Cordis Iesu; MCCI
Congregação dos Missionários Combonianos do Coração de Jesus; Missionários Combonianos; Combonianos
M.I.
Ordo Clericorum Regularium Ministrantium Infermis
Ordem dos Ministros dos Enfermos Camilianos
M.I.C.
Congregatio Clericorum Marianorum sub titulo Immaculatae Conceptionis Beatissimae Virginis Mariae
Congregação dos Padres Marianos da Imaculada Conceição
M.L.M.
Missionários das Lágrimas de Maria; Missionários de Nossa Senhora das Lágrimas
M.O.P.P.
Missionarii Operatorum Sancti Petrem et Sancti Paulus
Missão Operária  São Pedro e São Paulo
M.S.
Missionarii Dominae Nostrae a La Salette
Congregação dos Missionários de Nossa Senhora da Salette
M.S.C.
Missionarii Sacratissimi Cordis Iesu
Sociedade dos Missionários do Sagrado Coração de Jesus
M.S.C.S.
Irmãs Missionárias de São Carlos Borromeo; Scalabrinianas
M.S.F.
Congregatio Missionariorum a Sancta Familia
Congregação dos Missionários da Sagrada Família
N.D.S.
Notre Dame Sion (em francês)
Congregação dos Religiosos de Nossa Senhora de Sion
O.Ann.M.
Ordo de Annuntiatione Beatae Mariae Virginis
Ordem da Anunciação; Ordem da Anunciação da Virgem Maria; Anunciadas
O.A.D.
Ordo Fratrum Eremitarum Discalceatorum Sancti Augustini;  OSAD; OEDSA
Ordem dos Agostinianos Descalços; Ordem dos Eremitas de Santo Agostinho
O.A.R.
Ordo Augustinianorum Recollectorum; Ordo Recollectorum S. Augustini;  ORSA
Ordem dos Agostinianos Recoletos; Agostinianos; Recoletos de Santo Agostinho
Obl. OSB
Oblatos beneditinos, Ordem de São Bento; Beneditinos
O. Carm.
Ordo Fratrum Beatissimae Mariae Virginis de Monte Carmelo; Ordo Fratrum Carmelitarum Antiquae Observantiae; Calceatorum; CC; Carm. C.; OC; OCAO; OCC
Ordem dos Irmãos da Bem-Aventurada Virgem Maria do Monte Carmelo; Ordem do Carmo; Ordem dos Carmelitas; Carmelitas Calçados; Carmelitas da Antiga Observância; Ordem dos Carmelitas Observantes;
O.C.D.
Ordo Fratrum Discalceatorum Beatissimae Mariae Virginis de Monte Carmelo; Ordo Fratrum Carmelitarum Discalceatorum;  CD; Carm. D.; O. Carm. Disc.
Ordem dos Irmãos Descalços da Bem-Aventurada Virgem Maria do Monte Carmelo; Ordem dos Carmelitas Descalços; Carmelitas Descalços; Ordem Carmelitana Descalça
O.C.D.S.
Ordo Carmelitarum Discalceatorum Seculorum
Ordem dos Carmelitas Descalços Seculares; Carmelitas Descalços Seculares; Ordem Carmelita Secular; Carmelo Secular
O. Cart.
Ordo Cartusiensis; Ordo Cartusianus; Carth.; Ord. Cart.; Cart. (francês: Chartreux, chartreuse)
Ordem Cartusiana; Ordem da Cartuxa; Religiosos da Cartuxa; Cartusianos; Cartuxos; Monges e Monjas Cartuxos
O. Cist.
Ordo Cisterciensis
Ordem de Cister; Ordem Cisterciense; Cistercienses
O.C.S.O.
Ordo Cisterciensis Strictioris Observantiae
Ordem Cisterciense da Estrita Observância; Trapista
O.de.M
Ordo Beatae Mariae Virginis de Mercede Redemptionis Captivorum; Mercedarii; Merc.; OBMV; O. de M.
Ordem de Nossa Senhora das Mercês; Mercedários
O.F.B.
Ordo Fratrum Bethlemitarum
Ordem dos Irmãos de Nossa Senhora de Belém; Ordem dos Irmãos de Belém; Betlemitas
O.F.M.
Ordo Fratrum Minorum
Ordem dos Frades Menores; Franciscanos
O.F.M. Cap
Ordo Fratrum Minorum Capuccinorum
Ordem dos Frades Menores Capuchinhos; Capuchinhos
O.F.M. Conv
Ordo Fratrum Minorum Conventualium
Ordem dos Frades Menores Conventuais; Conventuais
O.F.S.
Ordo Franciscanus Saecularis
Ordem Franciscana Secular; Franciscanos Seculares
O.H.
Ordem Hospitaleira de São João de Deus; Irmãos de São João de Deus
O.L.M.
Ordo Libanensis Maronitarum
Ordem Libanesa Maronita; Baladitas
O.M.
Ordo Minimorum; Paulani; O. Minim.
Ordem dos Mínimos de São Francisco de Paula; Ordem dos Mínimos; Paulanos, Mínimos
O.M.I.
Congregatio Missionariorum Oblatorum B.M.V. Immaculatae
Missionários Oblatos de Maria Imaculada;
O.Min.
Ordo Minimorum S. Francisci Assisisensis; FM; OM
Ordem dos Menores de São Francisco de Assis
O.M.M.
Ordo Maronita Beatae Mariae Virginis
Ar-Rouhbanyat Al-Marounyat Liltoubawyat Mariam Al-Azra; Ordem Maronita da Bem Aventurada Virgem Maria
O.M.V.
Oblatos de Maria Virgem
Oblatos de Maria Virgem
O.P.
Ordo Praedicatorum
Ordem dos Pregadores (Dominicanos)
O.Praem.
Candidus et Canonicus Ordo Praemonstratensis; Ordo Praemonstratensis; CRP; Com. R. P.; Pr.
Ordem Premonstratense; Premonstratenses; Frades Regulares de Prémontré; Ordem dos Cônegos Regulares Premonstratenses; Norbetinos; Cônegos Brancos
O.S.A.
Ordo Sancti Augustini
Ordem de Santo Agostinho (Agostinianos)
O.SS.A.
Ordo Sanctissimae Annuntiationis
Ordem da Santíssima Anunciação, Celestes
O.S.B.
Ordo Sancti Benedicti
Ordem de São Bento; Beneditinos
O.S.B.
Beneditinas Missionárias de Tutzing
O.S.B.M.
Ordo Sancti Basilii Magni; Ordo Basilianus Sancti Iosaphat; Bas.; O. Bas.; O. S. Bas.
Ordem de São Basílio Magno; Ordem Basiliana de São Josafat
O.S.B.Oliv.
Ordo Sanctae Mariae Montis Oliveti
Ordem de Nossa Senhora do Monte Oliveto; Olivetanos
O.S.C.
Canonici Regulares Ordinis S. Crucis
Ordem da Santa Cruz; Padres Crúzios; Cônegos Regulares da Ordem da Santa Cruz; Padres e Irmãos Crúzios; Crúzios;
O.S.F.S
Congregatio Oblatorum Francisci Salesii
Congregação dos Oblatos de São Francisco de Sales
O.S.H.
Ordo Sancti Hieronymi
Ordem de São Jerónimo; Monges jerónimos; Monjas jerónimas; Jerónimos; Jerónimas
O.S.J.
Congregatio Oblatorum Sancti Ioseph, Astae Pompejae
Congregação dos Oblatos de São José; Josefinos de Asti
O.S.M.
Ordo Servorum Mariae; Servitae; OSBMV; O. Serv.
Ordem dos Servos de Maria; Servitas
O.S.O.
Ordo Sancta Ovaya
Ordem de Santa Eulália; Eulalistas
O.Ss.S.
Ordo Sanctissimi Salvatoris Sanctae Brigittae
'Ordem do Santíssimo Salvador de Santa Brígida; Brigidinas
O. Trinit.
Ordo Sanctissimae Trinitatis et Captivorum
Ordem da Santíssima Trindade e da Redenção dos Cativos; Trinitários
O.T.C.
Ordo Tertius Beatissimae Mariae Virginis de Monte Carmelo; Ordo Tertius Carmelitarum
Ordem Terceira do Carmo; Venerável Ordem Terceira de Nossa Senhora do Carmo; Terceiros Carmelitas
P.I.M.E.
Pontificium Institutum pro Missionibus Exteris; Pontificium Institutum Mediolanense pro Missionibus Exteris
Pontifício Instituto das Missões; Pontifício Instituto para as Missões Estrangeiras; Pontifício Instituto das Missões Estrangeiras de Milão; Instituto Pontifício dos Santos Apóstolos Pedro e Paulo e dos Santos Ambrósio e Carlos para as Missões Estrangeiras; PIME
P.S.D.P.
Congregatio Pauperum Servorum Divinae Providentiae
Congregação dos Pobres Servos da Divina Providência; Calabrianos
P.S.S.C
Pia Sociedade São Caetano
P.S.S.P.
Pia Societas Sancti Pauli; PSSP
Pia Sociedade de São Paulo - Padres e Irmãos Paulinos
R.A.D.
Congregação das Religiosas do Amor de Deus
R.B.P.
Congregationis Dominae Nostrae a Caritate Boni Pastoris
Congregação de Nossa Senhora da Caridade do Bom Pastor; Congregação das Irmãs do Bom Pastor; Irmãs do Bom Pastor; Religiosas do Bom Pastor
R.C.J.
Rogationis Cords Iesu
Rogacionistas do Coração de Jesus;
Filhas do Divino Zelo
S.A.C.
Societas Apostolatus Catholic; Pallottini
Sociedade do Apostolado Católico; Palotinos
S.C.J.
Congregatio Sacerdotum a Sacro Corde Iesu; CCJ; SCI
Congregação dos Padres do Sagrado Coração de Jesus; Congregação dos Sacerdotes do Sagrado Coração de Jesus; Dehonianos
S.C.J.
Congregatio Sacratissimi Cordis Iesu;
Congregação do Sagrado Coração; Padres de Timon David
S.D.B.
Societas Sancti Francisci Salesii
Sociedade de São Francisco de Sales; Salesianos de Dom Bosco; Sociedade Salesiana; Salesianos
SdC
Congregazione dei Servi della Carità
Congregatio Servorum a Charitate
Congregação Servos da Caridade; Guanellianos
S.d.P
Congregazione dei Missionari Servi dei Poveri (Bocconisti)
Missionários Servos dos Pobres (Servos dos Pobres)
SDM
Institutum Servorum Divinae Misericordiae
Instituto dos Servos da Divina Misericórdia (Pequenos Servos do Coração Imaculado de Maria)
S.D.N.
Congregatio Sacerdotum B. M. V. SSmi. Sacramenti
Congregação dos Missionários de Nossa Senhora do Santíssimo Sacramento; Congregação dos Missionários Sacramentinos de Nossa Senhora; Instituto dos Missionários Sacramentinos de Nossa Senhora; Instituto dos Missionários de Nossa Senhora do Santíssimo Sacramento; Sacramentinos de Nossa Senhora
S.D.S.
Societas Divini Salvatoris;
Sociedade do Divino Salvador (Salvatorianos)
S.J.
Societas Iesu; Jesuitae
Companhia de Jesus; Jesuítas
SSCC
Congregatio Sacrorum Cordium Iesu et Mariae necnon Adorationis Perpetuae Ss. Sacramenti Altaris
Congregação dos Sagrados Corações de Jesus e de Maria e da Adoração Perpétua do Santíssimo Sacramento; Congregação dos Sagrados Corações; Congregação de Picpus; Padres de Picpus
SSS
Congregatio Ssmi Sacramenti; Congregatio Presbyterorum a Ssmo.  Sacramento
Congregação do Santíssimo Sacramento; Sacramentinos
S.S.P.
Societas Sancti Pauli
Pia Sociedade de São Paulo; Paulistas ou Paulinos
S.V.D.
Societas Verbi Divini
Congregação do Verbo Divino; Missionários do Verbo Divino; Verbitas
S.X.
Pia Societas Sancti Francisci Xaverii pro exteris missionibus
Pia Sociedade de São Francisco Xavier para as Missões Extrangeiras; Xaverianos
T.O.R.
Tertius Ordo Regularis Sancti Francisci; Tertius Ordo Regularis Sancti Francisci Assisiensis
Terceira Ordem Regular de São Francisco
U.A.C.
Unio Apostolatum Catolici
União do Apostolado Católico